# Cuộc chiến những nàng dâu
Cuộc chiến những nàng dâu (tiếng Hindi: Sasural Simar Ka – ससुराल सिमर का; tiếng Anh: Simar's In-Laws, tạm dịch: Nhà chồng của Simar) là một bộ phim truyền hình Ấn Độ, tập đầu tiên được phát sóng ngày 25/4/2011 đến 2/3/2018 lúc 17:30 từ thứ Hai đến thứ Sáu trên kênh Colors TV. Bộ phim được sản xuất bởi Rashmi Sharma Telefilms. Tại Việt Nam, bộ phim được phát sóng độc quyền trên kênh VTVcab5 - Echannel vào lúc 20:00 hàng ngày từ 13/3/2016 đến ngày 8/8/2017.
Bộ phim kể về hai chị em ruột, Roli và Simar, đem lòng yêu hai anh em nhà Bharadwaj, Prem và Siddhant. 12 năm sau, bộ phim xoay quanh câu chuyện của Simar, Prem và hai con của họ, Anjali và Piyush.
Bộ phim được chiếu bằng tiếng Malayalam với tên Sitara trên kênh Surya TV và bằng tiếng Tamil với tên Moondru Muduchu.
Bộ phim đứng thứ 5 trong bảng xếp hạng những bộ phim dài nhất và thứ 3 trong bảng xếp hạng những bộ phim đang trình chiếu trên màn ảnh Ấn Độ sau Tình yêu diệu kì, Taarak Mehta Ka Ooltah Chashmah, Cô dâu 8 tuổi và Âm mưu và tình yêu.

## Tóm tắt nội dung
Trong phần 1, câu chuyện xoay quanh hai chị em, Simar (Dipika Kakar) và Roli (Avika Gor) kết hôn với hai anh em, Prem (Shoaib Ibrahim/Dheeraj Dhoopar) và Siddhant (Manish Raisinghan), và hai chị em họ trở thành những nàng dâu hoàn hảo của gia đình Bharadwaj.
Phần 2 tiếp tục câu chuyện về Simar (Dipika Kakar) và em gái cô, Roli (Avika Gor), chồng Simar là Prem (Dheeraj Dhoopar) cùng anh trai Siddhant (Manish Raisinghan) và cách họ bảo vệ gia đình Bharadwaj khỏi một số nhân vật siêu nhiên.
Sau 12 năm, phần 3 của câu chuyện tập trung vào Simar (Dipika Kakar/Keerti Gaekwad Kelkar), chồng cô, Prem (Dheeraj Dhoopar/Mazher Sayed) và con của họ là Anjali (Vaishali Takkar), Sanjana (Krissann Barretto) cùng Piyush (Varun Sharma) và cách cha mẹ giúp con cái của họ trong cuộc sống hôn nhân.

## Phân vai

### Diễn viên chính
- Dipika Kakar / Keerti Gaekwad Kelkar vai Simar Jamnalal Dwivedi / Simar Prem Bharadwaj (2011–17; 2017–)[1][2]– Chị gái Roli, vợ Prem
- Shoaib Ibrahim / Dheeraj Dhoopar / Mazher Sayed vai Prem Rajendra Bharadwaj (2011–13; 2013–17; 2017–)[3][4] – Em trai Siddhant, chồng Simar
- Varun Sharma vai Piyush Prem Bharadwaj (2016–)[5] – Con trai của Simar và Prem
- Krissann Barretto vai Sanjana Vikrant Mehta / Sanjana Prem Bharadwaj / Sanjana Sameer Kapoor (2017 –)[6] – Con gái Vikrant Mehta,con nuôi của Simar và Prem
- Rohan Mehra vai Sameer Dhanraj Kapoor (2017 –)[5][7] – Chồng Anjali và Sanjana
- Monica Sharma vai Avni (2018 –)

### Diễn viên phụ
- Jayati Bhatia vai Nirmala / Kumud Devi Bharadwaj / Mataji (2011–) – Bà của Siddhant và Prem
- Aadarsh Gautam vai Rajendra Doddoji Bharadwaj (2011–) – Bố của Siddhant và Prem
- Ashu Sharma vai Satyendra Rajendra Bharadwaj (2011–) – Anh trai Siddhant và Prem, chồng Uma
- Snehal Sahay vai Uma Satyendra Bharadwaj (2011–) – Chị dâu Siddhant và Prem, vợ Satyendra
- Shweta Sinha vai Pari Shailendra Bharadwaj (2011–) – Chị dâu Siddhant và Prem, vợ Shailendra
- Khushwant Walia vai Aarav Shailendra Bharadwaj (2017–)[8] – Con trai Pari, chồng Ananya
- Kenisha Bharadwaj vai Ananya Aarav Bharadwaj (2017–) – Vợ Aarav

### Từng tham gia
- Avika Gor vai Roli Jamnalal Dwivedi / Roli Siddhant Bharadwaj (Đã mất) (2011–16) – Em gái Simar, vợ đầu của Siddhant
- Manish Raisinghan vai Siddhant Rajendra Bharadwaj (2011–16) – Anh trai Prem, chồng Roli
- Vaishali Takkar vai Anjali Prem Bharadwaj / Anjali Vikram Agarwal / Anjali Sameer Kapoor (Bị bắt giữ) (2016–2017)[9][10] – Con gái của Simar và Prem
- Nikki Sharma vai Roshni Sumit Kapoor / Roshni Piyush Bharadwaj (2016–2018)[11] – Vợ Piyush
- Ishani Sharma vai Aaliya (2017–2018)
- Sahil Anand / Ssumier Pasricha / Vishal Nayak vai Shailendra Rajendra Bharadwaj (2011;2011-15;2015-17)
- Nimisha Vakharia Vai Manoranjan Singh / Mausiji (Bị bắt giữ) (2011–15) – Em gái bà Mataji
- Nishigandha Wad vai Sujata Rajendra Bharadwaj (Đã mất) (2011–16) – Mẹ của Siddhant và Prem
- Ashiesh Roy vai Suryendra Daddoji Bharadwaj (2011–13) – Con trai út của bà Mataji, bố Sankalp và Cherry
- Janvi Vohra vai Karuna Suryendra Bharadwaj (2011–16) – vợ Suryendra
- Falaq Naaz vai Jhanvi Rajendra Bharadwaj / Jhanvi Shaurya Singhania / Jhanvi Anurag Arora / Jhanvi Amar Malhotra (2013–17) – Em gái Siddhant và Prem
- Alan Kapoor vai Amar Malhotra (2014–2017) – Bạn Prem, chồng thứ ba của Jhanvi
- Abhishek Sharma / Aryamann Seth vai Sankalp Suryendra Bharadwaj (2011–13; 2014–17) – Con trai Suryendra và Karuna, chồng Khushi
- Jyotsna Chandola vai Khushi Sankalp Bharadwaj (2012-2017) - Vợ Sankalp
- Kanchi Singh vai Cherry Suryendra Bharadwaj (2011–12) – Con gái Suryendra và Karuna
- Ritwi Jain / Sneha Chauhan vai Anjali Prem Bharadwaj (2014–16) – Con gái Simar và Prem
- Tvisha Jain vai Sanjana Prem Bharadwaj (2014–16) – Con gái Vikrant và Sunaina
- Pankaj Dheer vai Jamnalal Dwivedi (2011–13) – Bố Roli và Simar
- Jaya Ojha vai Meena Jamnalal Dwivedi (2011–13; 2014; 2016) – Mẹ của Simar và Roli
- Himani Shivpuri vai Rajjo Dwivedi (2011–13) – Cô của Simar và Roli
- Rakshit Wahi vai Gautam Jamnalal Dwivedi (2011–13; 2014) – Em trai Simar và Roli
- Gaurav Khanna vai Himself (2011) – Người tổ chức Cuộc thi Nhảy
- Priyamvada Kant vai Anisha (Đã mất) (2012) – Bạn Prem
- Vishal Aditya Singh vai Veeru (Bị bắt giữ) (2012–13) – Cộng sự của Khushi
- Swati Chitnis vai Shobha (Bị bắt giữ) (2013) – Mẹ Shakti
- Không rõ vai Shakti (Bị bắt giữ) (2013) – Con trai Shobha
- Sana Amin Sheikh vai Naina (2013) – Thư kí của Siddhant
- Rohit Khurana as Shaurya Singhania (Đã mất) (2013) – Chồng đầu của Jhanvi
- Shikha Singh vai Meghna Singhania (Bị bắt giữ) (2013-14) – Chị gái Shaurya
- Shalini Sahuta vai Sonia Oberoi (2013-14) – Bạn của Simar
- Bobby Darling vai Bobby (2014) – Cộng sự của Khushi
- Karuna Verma vai Shanti Arora (2014) – Mẹ của Anurag
- Shivangi Sharma vai Bhakti (2014) – Bạn thời nhỏ của Anurag
- Kanika Shivpuri vai chị dâu của Shakti / Bua Ji (2014) – Cô của Anurag
- Vipul Roy vai Himself (2014) – Người tổ chức cuộc thi
- Amita Khopkar vai Jwala Devi (Bị bắt giữ) (2014) – Kẻ chiếm đất
- Anshul Trivedi vai Baba (Đã mất) (2014) – Con trai Jwala Devi
- Không rõ vai Birju (Bị bắt giữ) (2014) – Trợ lí của Jwala Devi
- Meera Deosthale vai Priya (Bị bắt giữ) (2014) – Người của Vikrant
- Arun Bakshi vai Gandhi (Đã mất) (2014) – Thầy tu
- Dolly Chawla vai Sejal Gandhi (2014) – Con gái của Gandhi
- Aadesh Chaudhary vai Vikrant Mehta (Bị bắt giữ) (2014) – Chồng Sunaina và bố của Sanjana
- Minal Karpe vai Savita Mehta / Baa (Bị bắt giữ) (2014) – Bà của Vikrant
- Pratik Shukla vai Kartik Mehta (Bị bắt giữ) (2014) – Em trai Vikrant
- Neha Lakshmi Iyer vai Surbhi Prem Bharadwaj (2014) – Em gái Pari và vợ hai của Prem
- Aruna Singhal / Roma Bali vai Archala (2013; 2014) – Mẹ Pari và Surbhi
- Pratap Sachdeo vai Sarpanch (Đã mất) (2014) – Trưởng làng Dharampur
- Priyanka Bhole vai Leela (Đã mất) (2014–15) – Con gái Sarpanch
- Mughda Shah vai Daksha Baa (Đã mất) (2014–15) – Dân làng Dharampur
- Khyati Keswani vai Vaishnavi (Đã mất) (2014–15) – Người thờ phụng nữ thần Kali
- Shyam Mashalkar vai Calender (2014–2015) –Trợ lí của Amar
- Anirudh Singh vai Dr. Anurag Arora (2014; 2015) – Chồng thứ hai của Jhanvi
- Jeetendra Trehan vai Ông Jatin Verma (2015) – Người của Maya
- Không rõ vai Bà Sushma Verma (2015) – Người của Maya
- Không rõ vai Brijesh (Đã mất) (2015) – Trợ lí của Rajveer
- Siddharth Vasudev vai Rai Bahadur Rajveer Singh (Bị bắt giữ) (2015) – Con trai Manoranjan
- Sayantani Ghosh vai Rajkumari Rajeshwari (Đã mất) (2015) – Cộng sự của Rajveer
- Kunika vai Thakurain (Đã mất) (2015) – Kẻ thù của Mohini
- Hemant Chaudhary vai Gajendra Singh (Dead) (2015) – Bố của Indravati và Padmavati
- Pratichee Mishra vai Guru Maa (Đã mất) (2015) – Thầy tu
- Mansi Srivastava vai Prerna Siddhant Bharadwaj (2016) – Bạn thuở nhỏ của Simar,vợ hai của Siddhant
- Abinandan Jindal vai Rohan Sumit Kapoor (2016) – Anh trai Roshni
- Kajol Srivastava vai Vaidehi Saxena / Laila (Bị bắt giữ) (2016–17) – Tình đầu của Piyush
- Rushad Rana vai Sumit Kapoor (Đã mất) (2016–17) – Bố của Roshni
- Jasveer Kaur vai Rita Sumit Kapoor (2016–17) – Mẹ của Roshni
- Sanjeev Jogtiyani vai Ravikant Agarwal (2016–17) – Chú của Vikram
- Shweta Gautam vai Saroj Ravikant Agarwal (2016–17) – Vợ Ravikant
- Vikas Sethi vai Sanjeev Agarwal (2016–17) – Bố của Vikram
- Siddharth Shivpuri vai Vikram Sanjeev Agarwal (2016–17) – Chồng đầu của Anjali
- Sneha Shah vai Tanvi Sharma / Tanvi Vikram Agarwal (2017) – Vợ hai của Vikram
- Kinjal Pandya vai Cô Lily Oberoi (2017) – Người tổ chức cuộc thi
- Preetika Chauhan vai Ridhima (2017) – Chị gái Ananya

### Nhân vật siêu nhiên
- Neeta Shetty vai Aditi Shah / Sunaina Vikrant Mehta (Được siêu thoát) (2014) – Linh hồn
- Sara Khan as Roli Siddhant Bharadwaj (Giả mạo) / Maya (2014–15) – Xà nữ
- Pratyusha Banerjee† vai Mohini / Manvi (Đã mất) (2015) – Phù thủy
- Anjali Gupta vai Sunanda / Anita Pathak (Đã mất) (2015) – Phù thủy
- Không rõ vai Jhumpa Khanna (Đã mất) (2015) – Phù thủy
- Reshmi Ghosh vai Indrawati Gajendra Singh (Đã mất) (2015) – Phù thủy
- Jayshree T. vai Badi Dayaan (Đã mất) (2015) – Phù thủy
- Deblina Chatterjee vai Devika Prem Bharadwaj / Patali Devi (2015–16) – Nữ hoàng của Patal
- Meghna Naidu vai Gayatri / Patali Devi (Đã mất) (2015–16) – Nữ phù thủy
- Shagufta Ali vai Suganda (Giả mạo) / Maalti (Được siêu thoát) (2016) – Linh hồn
- Aarti Singh vai Madhavi (Được siêu thoát) (2016) – Linh hồn
- Kashvi Kothari vai Choti Dulhan (2016) – Ma hoá người
- Ali Hassan vai Shaitan (Đã mất) (2016) – Quỷ
- Vindhya Tiwari vai Chandramani (2016) – Nữ thần Mặt trăng
- Dipika Kakar vai Simar (Giả mạo) / Ghoonghatwali (Đã mất) (2016) – Phù thủy không đầu
- Kamalika Guha Thakurta vai Mahamaya (Bị bắt) (2016) – Phù thủy
- Vaishnavi Dhanraj vai Kamya (2016) (Bị bắt) – Phù thủy
- Sujata Vaishnav vai Mehendi Wali (2016) – Phù thủy hóa người
- Dipika Kakar/Varun Sharma vai Kaal (Đã mất) (2016; 2017) – Quỷ
- Vandana Vithlani vai Bhairavi Kapoor (2017)[12] – Mẹ Rohan, Người hóa phù thủy

### Khách mời đặc biệt
- Shahrukh Khan vai ban giám khảo Cuộc thi Nhảy (2011)
- Urmila Matondkar vai giám khảo Cuộc thi Nhảy (2011)
- Terrence Lewis vai giáo khảo Cuộc thi Nhảy (2011)
- Sanjeev Kapoor để tạo ra thử thách cho Cuộc thi Nàng dâu số 1 (2014)
- Kapil Sharma để tạo ra thử thách cho Cuộc thi Nàng dâu số 1 (2014)
- Salman Khan để giới thiệu bộ phim của mình, Prem Ratan Dhan Payo. (2015)
- Sonam Kapoor để giới thiệu bộ phim của mình, Prem Ratan Dhan Payo. (2015)

## Tổng quát về chương trình
| Mùa | Số tập         | Tổng số tập    | Phát sóng       | Phát sóng        |
| Mùa | Số tập         | Tổng số tập    | Tập đầu         | Tập cuối         |
| --- | -------------- | -------------- | --------------- | ---------------- |
| 1   | 756            | 756            | 25 tháng 4,2011 | 31 tháng 12,2013 |
| 2   | 387            | 1143           | 1 tháng 1,2014  | 3 tháng 4,2015   |
| 3   | Đang phát sóng | Đang phát sóng | 4 tháng 4,2015  | 29 tháng 9,2017  |

- Hiện tại,mùa 3 của chương trình đang được phát sóng.Số tập được phát sóng tính đến ngày 29/9/2017 là 1944 tập.

## Kết hợp
| Thứ tự | Số tập | Ngày                                         | Chương trình được kết hợp         | Nội dung |
| ------ | ------ | -------------------------------------------- | --------------------------------- | --- |
| 1      | 5      | Ngày 14-18 tháng 5 năm 2012                  | Kairi - Rishta Khatta Meetha      | Imarti Devi đến dự đám cưới của Sankalp và Khushi cùng với gia đình cô. |
| 2      | 1      | Ngày 2 tháng 3 năm 2015                      | Shastri Sisters - Dil Eik Dhadkan | Anushka và Devyani giúp Simar lấy chìa khoá của cánh cửa đỏ từ Maya,nơi cô ta giam giữ Roli. |
| 3      | 2      | Ngày 27 & 28 tháng 7 năm 2015                | Swaragini - Jodein Rishton Ka Sur | Ragini gọi cho Mohini làm một ma thuật trên người của Swara để hủy đám cưới của cô với Laksh. Ragini đưa Prem đi theo cùng. Prem được Swara cứu sống bản thân,Swara cũng được cứu nhờ Sanskar.                               |
| 4      | 2      | Ngày 30 tháng 11 và ngày 1 tháng 12 năm 2015 | Swaragini - Jodein Rishton Ka Sur | Simar đi đến Kolkata để nói với Swara rằng Ragini đã kết hôn với Laksh. Devika,người bị Patali Devi chiếm hữu đã cố gắng giết Simar, Swara và Sanskar nhưng thất bại.                                                        |
| 5      | 1      | Ngày 4 tháng 3 năm 2016                      | Cô dâu 8 tuổi                     | Simar đi đến một ngôi đền nổi tiếng của Thần Shiva ở Shivratri. Cô gặp Anandi ở đó. |
| 6      | 1      | Ngày 15 tháng 4 năm 2016                     | Swaragini - Jodein Rishton Ka Sur | Swara đến để ăn mừng Baisakhi với Simar. Mọi người đột nhiên mất tích. Swara chôn Chandarmaani trên bãi cát nổi tiếng với thế lực xấu xa.                                                                                    |
| 7      | 1      | Ngày 2 tháng 10 năm 2016                     | Swaragini - Jodein Rishton Ka Sur | Anjali hỏi Simar và Prem để đi Kolkata. Họ đi đến nhà của Swara. Swara cố gắng lấy cuộn băng từ Khushi và Anjali nhưng không thành công. Simar thành công trong việc lấy chìa khóa từ Parvati và đưa nó cho Swara.           |
| 8      | 1      | Ngày 21 tháng 4 năm 2017                     | Ek Shringaar - Swabhiman          | Piyush bị Kaal chiếm đoạt,mất tích và Roshni cố tìm anh.Cô thất bại nhưng sau đó thành công khi Naina giúp cô. Simar thúc đẩy cô khi cô nói với cô rằng cô sẽ chiến đấu với em gái cô.                                       |
| 9      | 1      | Ngày 28 tháng 4 năm 2017                     | Hai số phận(kênh Today TV)        | Piyush,người bị Kaal chiếm hữu,đưa Aditya đi với anh ta.Harman đi theo anh nhưng anh tỏ ra vô tội. Aditya được tìm thấy nhưng bị bắt trở lại bởi ông Chadda.Simar cho họ tiền nhưng họ từ chối vì họ đã sắp xếp nó trước đó. |

## Giải thưởng và đề cử
| Năm  | Giải thưởng                               | Đề mục                                              | Người nhận                                     | Kết quả   |
| ---- | ----------------------------------------- | --------------------------------------------------- | ---------------------------------------------- | --------- |
| 2011 | Giải thưởng Colors Golden Petal lần thứ 1 | Tính cách thú vị nhất                               | Himani Shivpuri                                | Đoạt giải |
| 2011 | Giải thưởng Colors Golden Petal lần thứ 1 | Chương trình truyền hình phổ biến nhất              | Cuộc chiến những nàng dâu                      | Đề cử     |
| 2011 | Giải thưởng Colors Golden Petal lần thứ 1 | Gương mặt phổ biến nhất-Hạng mục nam                | Shoaib Ibrahim                                 | Đề cử     |
| 2011 | Giải thưởng Colors Golden Petal lần thứ 1 | Gương mặt phổ biến nhất-Hạng mục nữ                 | Dipika Kakar                                   | Đề cử     |
| 2011 | Giải thưởng Colors Golden Petal lần thứ 1 | Tính cánh văn hóa nhất                              | Avika Gor                                      | Đề cử     |
| 2011 | Giải thưởng Colors Golden Petal lần thứ 1 | Gia đình của chương trình truyền hình phổ biến nhất | Mataji & Family                                | Đề cử     |
| 2012 | 11th Indian Telly Awards                  | Chương trình truyền hình xuất sắc nhất              | Cuộc chiến những nàng dâu                      | Đề cử     |
| 2012 | Giải thưởng Colors Golden Petal lần thứ 2 | Most Damdaar Personality                            | Jayati Bhatia                                  | Đề cử     |
| 2012 | Giải thưởng Colors Golden Petal lần thứ 2 | Most Tez-Tarar Personality                          | Jyotsna Chandola                               | Đề cử     |
| 2012 | Giải thưởng Colors Golden Petal lần thứ 2 | Most Lokpriya Jodi                                  | Shoaib Ibrahim & Dipika Kakar                  | Đề cử     |
| 2012 | Giải thưởng Colors Golden Petal lần thứ 2 | Most Lokpriya Family                                | Bhardwaj Family                                | Đề cử     |
| 2012 | Giải thưởng Colors Golden Petal lần thứ 2 | Most Lokpriya Face – Male                           | Shoaib Ibrahim                                 | Đề cử     |
| 2012 | Giải thưởng Colors Golden Petal lần thứ 2 | Most Lokpriya Face – Female                         | Dipika Kakar                                   | Đề cử     |
| 2012 | Giải thưởng Colors Golden Petal lần thứ 2 | Most Anubhavi Personality                           | Jayati Bhatia                                  | Đề cử     |
| 2012 | Giải thưởng Colors Golden Petal lần thứ 2 | Most Jaanbaaz Personality                           | Avika Gor                                      | Đề cử     |
| 2012 | Giải thưởng Colors Golden Petal lần thứ 2 | Most Chahita Personality                            | Manish Raisinghani                             | Đề cử     |
| 2012 | Giải thưởng Colors Golden Petal lần thứ 2 | Most Bhavuk Personality                             | Avika Gor                                      | Đoạt giải |
| 2012 | Giải thưởng Colors Golden Petal lần thứ 2 | Sanskaari Vyaktitva                                 | Dipika Kakar                                   | Đoạt giải |
| 2012 | Giải thưởng Colors Golden Petal lần thứ 2 | Most Mazedaar Personality                           | Nimisha Vakharia                               | Đoạt giải |
| 2012 | Giải thưởng Colors Golden Petal lần thứ 2 | Best Story (fiction)                                | Team                                           | Đoạt giải |
| 2012 | Giải thưởng Colors Golden Petal lần thứ 2 | Most Lokpriya Dharavaahik                           | Sasural Simar Ka                               | Đề cử     |
| 2012 | Giải thưởng Colors Golden Petal lần thứ 2 | Best Show                                           | Team                                           | Đề cử     |
| 2012 | Star Guild Awards                         | Best Actor in a Drama Series                        | Shoaib Ibrahim                                 | Đề cử     |
| 2012 | Star Guild Awards                         | Best Writer                                         | Ved Raj                                        | Đề cử     |
| 2013 | 3rd Colors Golden Petal Awards            | Most Lokpriya face – Male                           | Manish Raisinghan                              | Đoạt giải |
| 2013 | 3rd Colors Golden Petal Awards            | Most Damdar Personality                             | Jayati Bhatia                                  | Đoạt giải |
| 2013 | 3rd Colors Golden Petal Awards            | Best Parivaar                                       | Bhardwaj Family                                | Đoạt giải |
| 2013 | 3rd Colors Golden Petal Awards            | Most Bhaavuk Personality                            | Dipika Kakar                                   | Đoạt giải |
| 2013 | 3rd Colors Golden Petal Awards            | Most Janbaaz Personality                            | Avika Gor                                      | Đoạt giải |
| 2013 | 3rd Colors Golden Petal Awards            | Best Show                                           | Sasural Simar Ka                               | Đề cử     |
| 2013 | 3rd Colors Golden Petal Awards            | Most Lokpriya Face – Female                         | Dipika Kakar & Avika Gor                       | Đề cử     |
| 2013 | 3rd Colors Golden Petal Awards            | Favourite Jodi                                      | Dheeraj Dhoopar & Dipika Kakar                 | Đề cử     |
| 2013 | Star Guild Awards                         | Best Actor in a Drama Series                        | Shoaib Ibrahim                                 | Đề cử     |
| 2013 | Indian Telly Awards                       | Best Actress in a Leading Role                      | Avika Gor                                      | Đề cử     |
| 2013 | Indian Telly Awards                       | Best Actress in a Negative Role                     | Jyostna Chandola                               | Đề cử     |
| 2013 | Indian Telly Awards                       | Best Actress in a Supporting Role                   | Jayati Bhatia                                  | Đề cử     |
| 2013 | Indian Telly Awards                       | Best Drama Series                                   | Rashmi Sharma                                  | Đoạt giải |
| 2014 | Indian Telly Awards                       | Best Drama Series                                   | Rashmi Sharma                                  | Đoạt giải |
| 2015 | Indian Television Academy Awards          | Rishte-Naate Awards                                 | Dheeraj Dhoopar, Avika Gor & Manish Raisinghan | Đoạt giải |
| 2015 | Indian Telly Awards                       | Best Actress in a Leading Role                      | Dipika Kakar                                   | Đề cử     |
| 2015 | Indian Telly Awards                       | Best Daily Serial                                   | Rashmi Sharma                                  | Đề cử     |
| 2015 | BIG Star Entertainment Awards             | Most Entertaining Television Actor – Female         | Avika Gor                                      | Đề cử     |
| 2015 | Zee Gold Awards                           | Best Jodi                                           | Dipika Kakar & Dheeraj Dhoopar                 | Đề cử     |
| 2015 | Zee Gold Awards                           | Best Fiction Show                                   | Rashmi Sharma                                  | Đề cử     |
| 2015 | Zee Gold Awards                           | Best Actress                                        | Dipika Kakar                                   | Đoạt giải |
| 2015 | Zee Gold Awards                           | Best Actress in Supporting Role                     | Jayati Bhatia                                  | Đoạt giải |
| 2016 | 4th Colors Golden Petal Awards            | Best Supporting Actor                               | Manish Raisinghan                              | Đoạt giải |
| 2016 | 4th Colors Golden Petal Awards            | Supernatural Personality                            | Meghna Naidu                                   | Đoạt giải |
| 2016 | 4th Colors Golden Petal Awards            | Supernatural Personality                            | Pratyusha Banerjee†                            | Đề cử     |
| 2016 | 4th Colors Golden Petal Awards            | Supernatural Personality                            | Reshmi Ghosh                                   | Đề cử     |
| 2016 | 4th Colors Golden Petal Awards            | Best Show                                           | Rashmi Sharma                                  | Đề cử     |
| 2016 | 4th Colors Golden Petal Awards            | Best Actor-Male                                     | Dheeraj Dhoopar                                | Đề cử     |
| 2016 | 4th Colors Golden Petal Awards            | Best Actress-Female                                 | Dipika Kakar                                   | Đề cử     |
| 2017 | 5th Colors Golden Petal Awards            | Best Negative Actor                                 | Vaishali Takkar                                | Đề cử     |
| 2017 | 5th Colors Golden Petal Awards            | Best Supporting Actor                               | Varun Sharma                                   | Đề cử     |
| 2017 | 5th Colors Golden Petal Awards            | Best Actress in a Comic Role                        | Snehal Sahay & Shweta Sinha                    | Đoạt giải |